# Nguyễn Văn Thiệu
Nguyễn Văn Thiệu (Hán nôm: 阮文紹), (født 5. april 1923 i provinsen Ninh Thuận, død 29. september 2001 i Newton ved Boston, USA) var en general og præsident af Sydvietnam.
Med den nye sydvietnamesiske forfatning, der trådte i kraft den 1. april 1967, blev det parlamentariske system indført i Sydvietnam. General Nguyễn Văn Thiệu stillede op mod den siddende præsident luftadmiral Nguyễn Cao Kỳ. Der blev svindlet ved valget for at sikre, at Thiệu og Kỳs militære liste vandt. De interne spændinger i listen voksede og Thiệu afsatte Kỳ tilhængere fra vigtige militære og kabinetsposter. Thiệu vedtog derefter lovgivning for at begrænse adgangen til opstilling ved valget i 1971. Næsten alle vigtige modstanderlister blev forbudt, mens resten trak sig, da det var indlysende at afstemningen ville være en fingeret. Thiệu fik mere end 90% af stemmerne ved valget. Nguyễn Cao Kỳ blev vicepræsident men havde ingen indflydelse længere. Nguyễn Văn Thiệu var præsident indtil den 21. april 1975, hvor de sydvietnamesiske tropper overgav sig til Nordvietnam. I mellemtiden var Nguyễn Văn Thiệu flygtet til Taiwan. Efter et ophold i Surrey i Storbritannien, endte han i Boston i USA, hvor han døde i 2001.